# Hoka naturreservat
Hoka är ett naturreservat i Asarums socken i Karlshamns kommun i Blekinge.
Reservatet bildades 1974 och omfattar 3 hektar. Det är beläget norr om Asarum, i Karlshamns kommun, och består av en lövskogsklädd långsträckt åsformation, ängsmarker och en del av Mieåns åfåra.

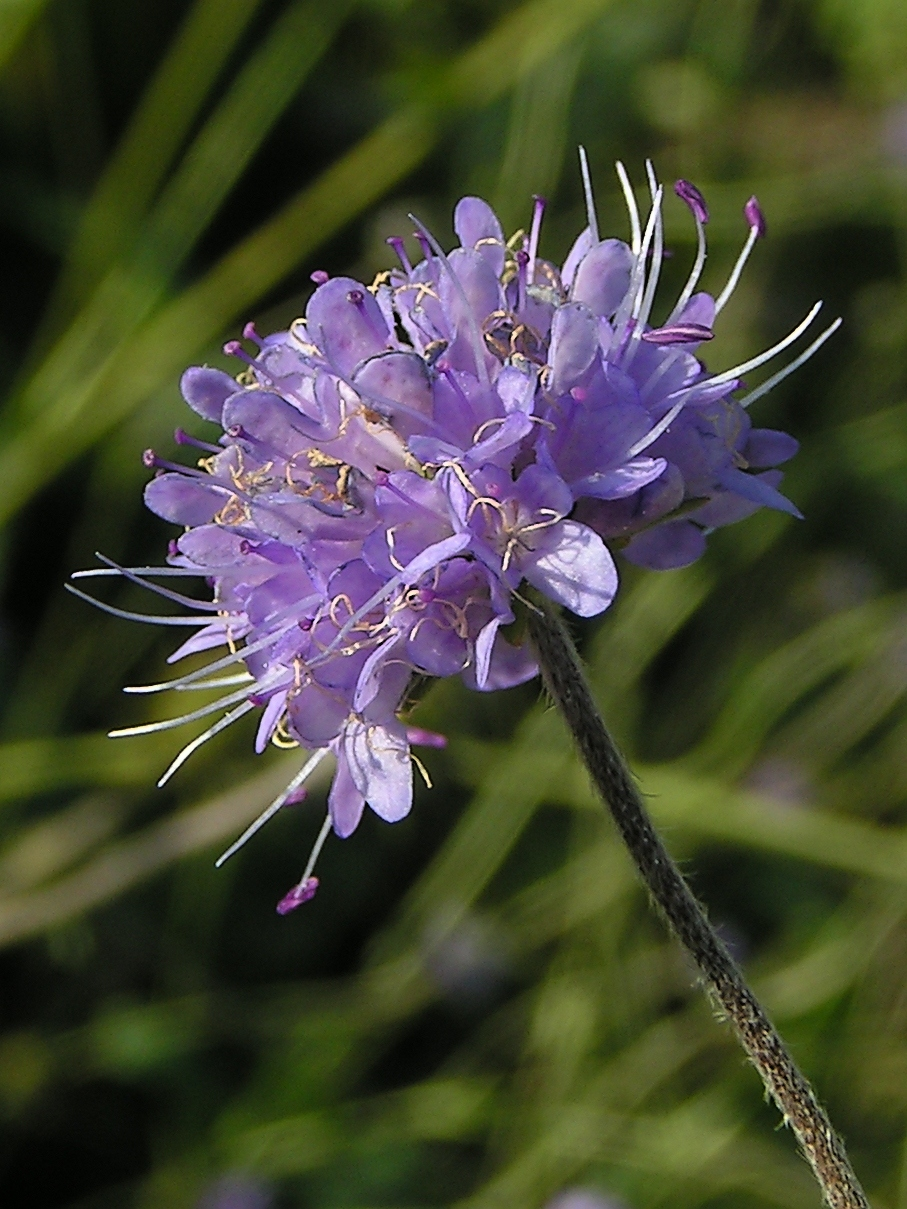
Ängsvädd

I grusbackarna växer bland annat backsippa, backglim och solvända. Vid åns stränder kan man finna fackelblomster, älggräs, strandlysing, nysört, ängsvädd och vattenklöver. I skogsområdet växer bland annat lundkovall och skogsbingel.